# Onosma limitaneum
Onosma limitaneum är en strävbladig växtart som beskrevs av Ivan Murray Johnston. Onosma limitaneum ingår i släktet Onosma och familjen strävbladiga växter. Utöver nominatformen finns också underarten O. l. majus.